# Струэнзе, Иоганн Фридрих
Иоганн Фридрих, граф (с 1771) фон Стру́энзе (нем. Johann Friedrich, Graf von Struensee, дат. Johan Frederik, Greve af Struensee) (5 августа 1737 — 28 апреля 1772) — датский государственный деятель, немец по происхождению и воспитанию, фаворит и любовник королевы Каролины Матильды, организатор реформ в духе Просвещения.

## Начало карьеры
Отец его, пастор и профессор теологии в Галле, был приглашен на службу датским правительством и достиг звания суперинтенданта в Шлезвиг-Голштинии. Молодой Струэнзе, избравший профессию врача, прославился вариоляцией жителей Альтоны (второго по величине города Дании).
В 1768 г. поборник идей Просвещения был назначен сопровождать в заграничном путешествии молодого короля Кристиана VII. Многостороннее образование, ум, дарования и светские манеры скоро упрочили положение Струэнзе при молодой королевской чете. По возвращении из путешествия он стал настолько быстро продвигаться по лестнице придворных должностей и рангов, что в 1770 году в его руках уже оказалась высшая государственная власть.
Струэнзе переехал 17 января на жительство в Кристиансборгский дворец, и около этого же времени началась его интимная связь с королевой Каролиной Матильдой, которая имела безграничное влияние на короля, психически больного и неспособного к государственному управлению.

## Реформы

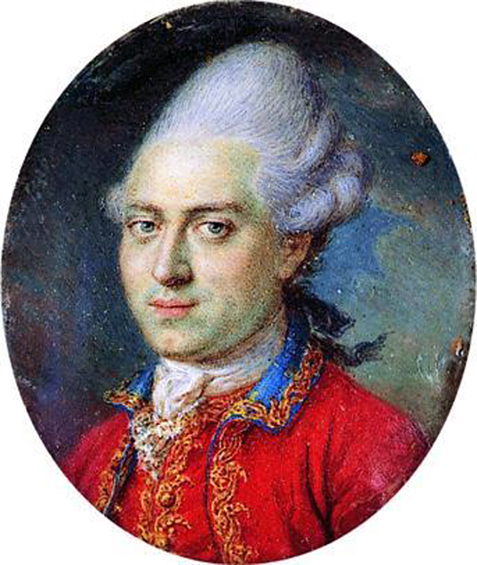
И. Ф. Струэнзе (1770 год)

Струэнзе было предоставлено полномочие издавать от имени короля указы и рескрипты, якобы переданные ему королём устно; указы эти скреплялись печатью тайного королевского кабинета, главой которого был сам Струэнзе, и имели силу указов, скрепленных подписью короля. Получив такую неслыханную власть, Струэнзе принялся править страною с беспримерной энергией и смелостью. В два года его правления им было намечено и отчасти проведено до 600 более или менее крупных государственных мероприятий.
Реформы эти сводились к следующему: свободе печати, стремлению достигнуть в деятельности высших органов правительственной власти большей быстроты, порядка и простоты, установлению твердого государственного бюджета, упорядочению государственных финансов, улучшению судопроизводства, отмене пыток, уничтожению покровительственной системы, поднятию земледелия, в связи с улучшением положения крестьян, замене натуральных повинностей денежными, перечислению некоторых доходов (как зундская пошлина) из королевских в государственные, ограничению чрезмерной раздачи орденских знаков и титулов, уравнению прав граждан (в частности, и уравнению прав незаконнорождённых детей с законными), отмене многих прерогатив дворянства, безусловному запрещению азартных игр и пр. Многие реформы Струэнзе основывались на здоровых, разумных началах, другие были преждевременны, некоторые предприняты слишком опрометчиво, и все вообще создали Струэнзе множество тайных и явных врагов, чему немало способствовали и сами приёмы Струэнзе.

## Непопулярность

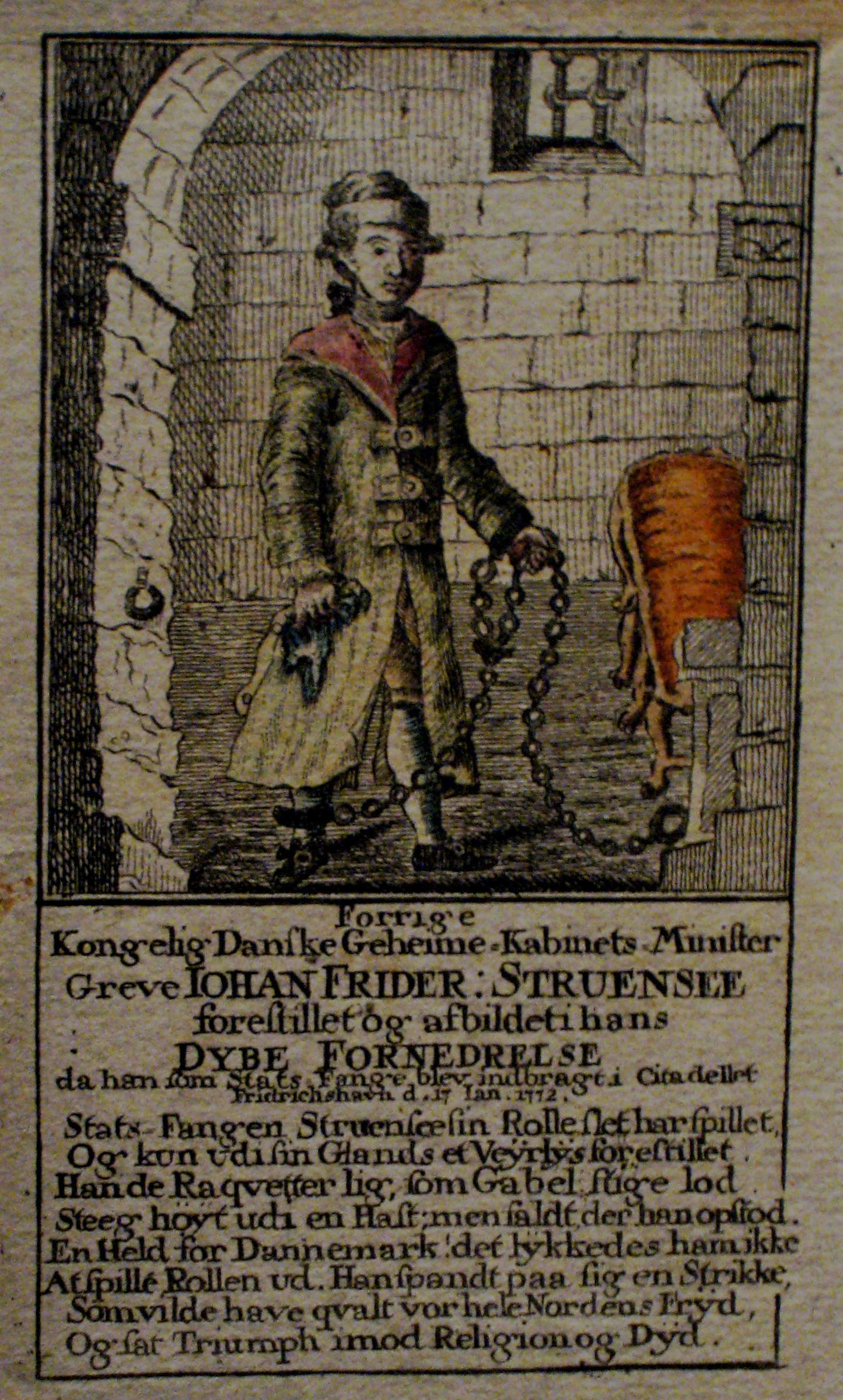
Струэнзе в оковах

Свои реформы Струэнзе проводил крайне круто, не считаясь ни с чьими интересами, не справляясь ни с чьими мнениями и желаниями. Сокращая государственные расходы, он, например, с беспощадной жестокостью уволил без всякой пенсии массу чиновников. Ещё сильнее повредило Струэнзе его пренебрежение к датскому языку. Все указы составлялись на немецком языке, все «коллегии», исключая «датскую», употребляли в качестве правительственного и делового языка исключительно немецкий. Прошения всякого рода, адресованные в правительственные учреждения, также приходилось писать по-немецки; иначе их не читали и не давали им хода. Предоставленная печати полная свобода послужила прежде всего во вред самому Струэнзе. Этим путём противники его, не стеснявшиеся в своих нападках на Струэнзе, приобретали себе всё больше и больше сторонников в стране; особенно способствовало росту его непопулярности рождение королевой второго ребёнка, принцессы Луизы, в 1771 году, и всеобщая уверенность в отцовстве фаворита. Разразилось несколько вспышек народного недовольства, причём Струэнзе обнаружил слабость, неустойчивость, недостаток нравственного и политического мужества и такта; это ободрило враждебную ему придворную партию, во главе которой стали мачеха Кристиана VII, вдовствующая королева Юлиана Мария Брауншвейг-Вольфенбюттельская, её сын наследный принц Фредерик, его секретарь, впоследствии один из главных государственных деятелей, Уве Хёх-Гульдберг, и многие высокопоставленные лица. Партия эта решилась совершить дворцовый переворот.

## Свержение и казнь

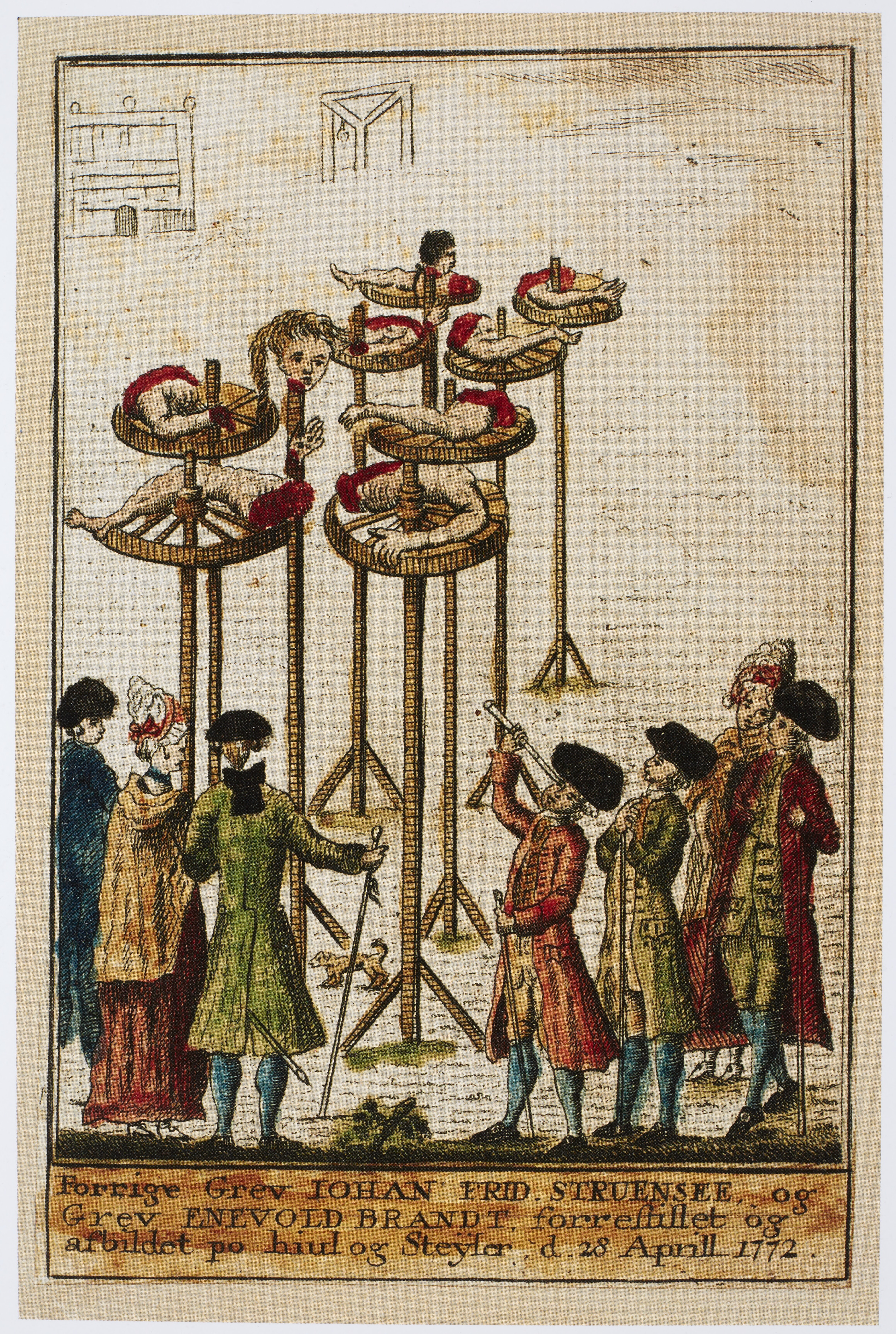
Выставленные напоказ части тел казнённых Струэнзе и Эневольда Брандта

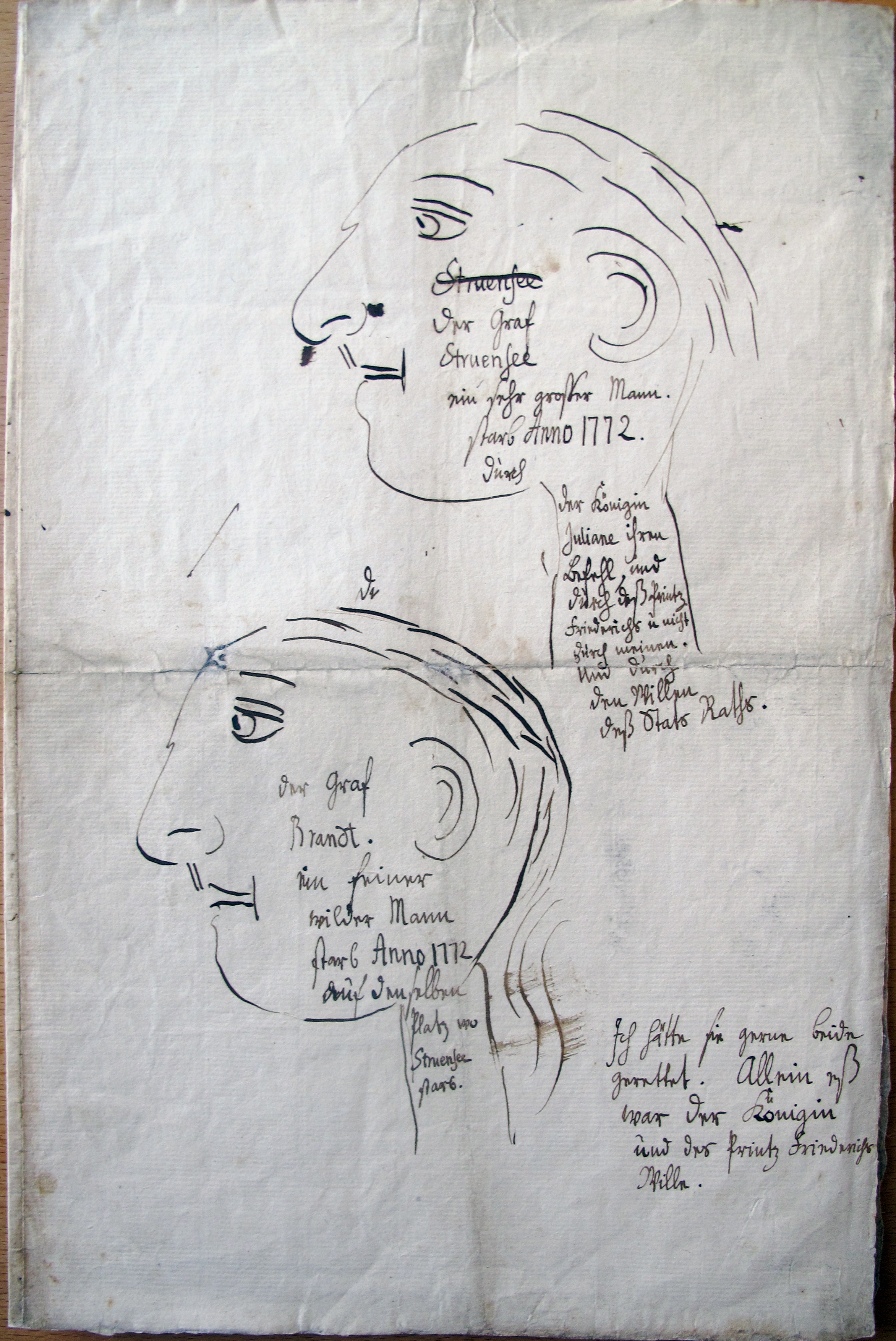
Струэнзе и Брандт. Рисунок психически больного короля Кристиана VII, сделанный в 1775 году, с подписями на немецком языке. Среди надписей — «Струэнзе, великий человек, погибший по приказу королевы и принца Фредерика, а не по моей воле»; «Я должен бы был спасти их обоих»

В ночь на 17 января 1772 года, после придворного бала, вдовствующая королева с наследным принцем и их приверженцы вошли в спальню короля, разбудили его и заставили подписать приготовленные Гульдбергом указы об арестах. Вслед за тем Струэнзе и его главный сотрудник Эневольд Брандт были арестованы и заключены в крепость, а королева Каролина Матильда отвезена в замок Кронборг.
Переворот был встречен в столице общим ликованием. Была назначена особая комиссия для следствия и суда над Струэнзе. Он сразу сознался в своей связи с королевой, и его вместе с Брандтом приговорили за учиненные ими «преступления против величества» к лишению чести и смертной казни. Приговор был приведен в исполнение 28 апреля: Брандту и Струэнзе отрубили сначала руку, потом голову, а затем уже мертвые тела четвертовали и выставили на колесе. Король, как видно из его собственноручного рисунка с подписью, сделанному три года спустя, сожалел о гибели Струэнзе и Брандта и о том, что ему не удалось «спасти их обоих».
Через принцессу Луизу-Августу Датскую, официально признанную дочерью Кристиана VII, Струэнзе, возможно, является предком нынешних королей Швеции Карла XVI Густава и Испании Филиппа VI.

## Образ в культуре
Картина датского художника Кристиана Сартмана «Сцена при дворе Кристиана VII» (1873) изображает любовный треугольник короля, его фаворита и королевы. Биография Струэнзе легла в основу нескольких литературных произведений, среди них — драма Поля-Жюля Барбье «Принцесса и фаворит» (1865), превращенная его сыном Пьером Барбье в либретто «Струэнзе» и поставленная с музыкой Мейербера в парижском театре Одеон в 1899 году, исторические романы: немецкой писательницы Шарлотты Низе «Доктор Струэнзе» (1909), австрийского писателя Роберта Нойманна «Фаворит королевы» (1935), шведского писателя Пера Улова Энквиста «Визит лейб-медика» (1999), датской писательницы Бодиль Стинсен-Лет «Принцесса крови» (2000).
По мотивам романа Энквиста «Визит лейб-медика» датский композитор Бо Холтен написал одноимённую оперу на датском (Livlægens Besøg, 2008).
О Струэнзе сняты несколько фильмов: немецкого режиссёра Людвига Вольфа «Любовь королевы» (1923), британского режиссёра Виктора Сэвилла «Диктатор» (1935), немецкого режиссёра Харальда Брауна «Властитель без короны» (1957), датского режиссёра Николая Арселя «Королевский роман» (2012, в роли Струэнзе — датский актёр Мадс Миккельсен).